# Adoretus perrieri
Adoretus perrieri är en skalbaggsart som beskrevs av Leon Fairmaire 1897. Adoretus perrieri ingår i släktet Adoretus och familjen Rutelidae. Inga underarter finns listade i Catalogue of Life.